# 6rd
6rd steht für IPv6 Rapid Deployment und ist eine Möglichkeit für einen Internet Service Provider, seinen Kunden IPv6-fähige Anschlüsse zu bieten, ohne dass die providerseitige Infrastruktur vollständig auf IPv6 umgestellt werden muss.
Es basiert auf den Ideen von 6to4, benutzt jedoch keinen speziellen Adressbereich, sondern den IPv6-Adressbereich des Providers, so dass es zu keinen Erreichbarkeitsproblemen kommt, unter denen 6to4 bisweilen zu leiden hatte.
6rd wurde von Rémi Després Ende 2007/Anfang 2008 bei dem französischen ISP free entwickelt. Seit August 2010 ist 6rd im RFC 5969 spezifiziert.

## Funktionsweise
Wie bei 6to4 wird die IPv6-Adresse algorithmisch aus der öffentlichen IPv4-Adresse des Anschlusses gebildet. Jedoch ist nicht festgelegt, welche Teile der IPv4-Adresse in welchen Bereich der IPv6-Adresse abgelegt wird. Die Provider können somit selbst ein für sie geeignetes Mapping einsetzen.
Üblicherweise bekommt ein Provider von seiner RIR ein /32-Netz aus dem IPv6-Adresspool zugewiesen. Das heißt, die obersten 32 Bit der IPv6-Adresse sind damit festgelegt. Nun können einfach die 32 Bit der öffentlichen IPv4-Adresse in die nachfolgenden 32 Bit der IPv6-Adresse abgebildet werden, so dass jedem Anschluss nun ein /64-Netz zugewiesen werden kann.
Allerdings ist es bei IPv6 üblich, an Endkunden größere Adressbereiche auszugeben, etwa /56 oder /52. Da nur große (multi-)nationale Provider einen größeren IPv6-Adressbereich als /32 zugewiesen bekommen, ist in der Regel ein Mapping nötig, das nur Teile der IPv4-Adresse in die IPv6-Adresse übernimmt, z. B. die unteren 24 Bit.

## Einsatz
6rd ist bei einigen Providern im Einsatz, in Deutschland beispielsweise bei der Deutschen Glasfaser. In der Schweiz war 6rd bis zur Umstellung auf Dual-Stack bei der Swisscom im Einsatz.

## Datenschutz
IP-Adressen gelten nach höchstrichterlicher Rechtsprechung als personenbezogene Daten, da mit ihnen ein Personenbezug (zumindest zum Anschlussinhaber) hergestellt werden kann. Bei der Verarbeitung von IP-Adressen dürfen daher, nach Ansicht des Düsseldorfer Kreises, nur gekürzte Adressen verwendet werden, d. h., dass beispielsweise das letzte Byte einer IPv4-Adresse ausgenullt wird, so dass kein Personenbezug mehr herstellbar ist, andere IP-adress-basierte Dienste, wie z. B. Geolokation, aber weiterhin möglich bleiben.
Bei IPv6-Adressen wird ein Kürzen auf 40 Bit empfohlen. Es bleiben somit bei einem 32-Bit-Präfix des Providers maximal 8 Bit der IPv-4-Adresse des Anschlussinhabers übrig, womit kein Personenbezug mehr herstellbar ist.